# Carex densipilosa
Carex densipilosa är en halvgräsart som beskrevs av Chao Zong Zheng och X.F.Jin. Carex densipilosa ingår i släktet starrar, och familjen halvgräs. Inga underarter finns listade i Catalogue of Life.